# Клизалиште Чаир
Клизалиште Чаир или „Ледена дворана“ је спортски објекат  у оквиру комплекса Спортски центар Чаир у Нишу. 
Клизалиште чини један објекат од ламелираног дрвета са покривачем од ПВЦ несагориве фолије . Објекат је висине 6 м.
Анекс има: две свлачионице, тоалете, портирницу, амбуланту и службене просторије.
Капацитет гледалишта је 300 седишта
Простор има могућност за више подлога: лед, бетон, паркет и вештачка трава а у летњем периоду се дворана користи за мале спортове. У дворани се могу  игради и међународне утакмице а паркет има ФИБА атест.